# بروس كيلي (مهندس المناظر الطبيعية)
بروس كيلي (بالإنجليزية: Bruce Kelly)‏ هو مهندس المناظر الطبيعية أمريكي، ولد في 8 ديسمبر 1948، وتوفي في 21 يناير 1993.

## معرض صور

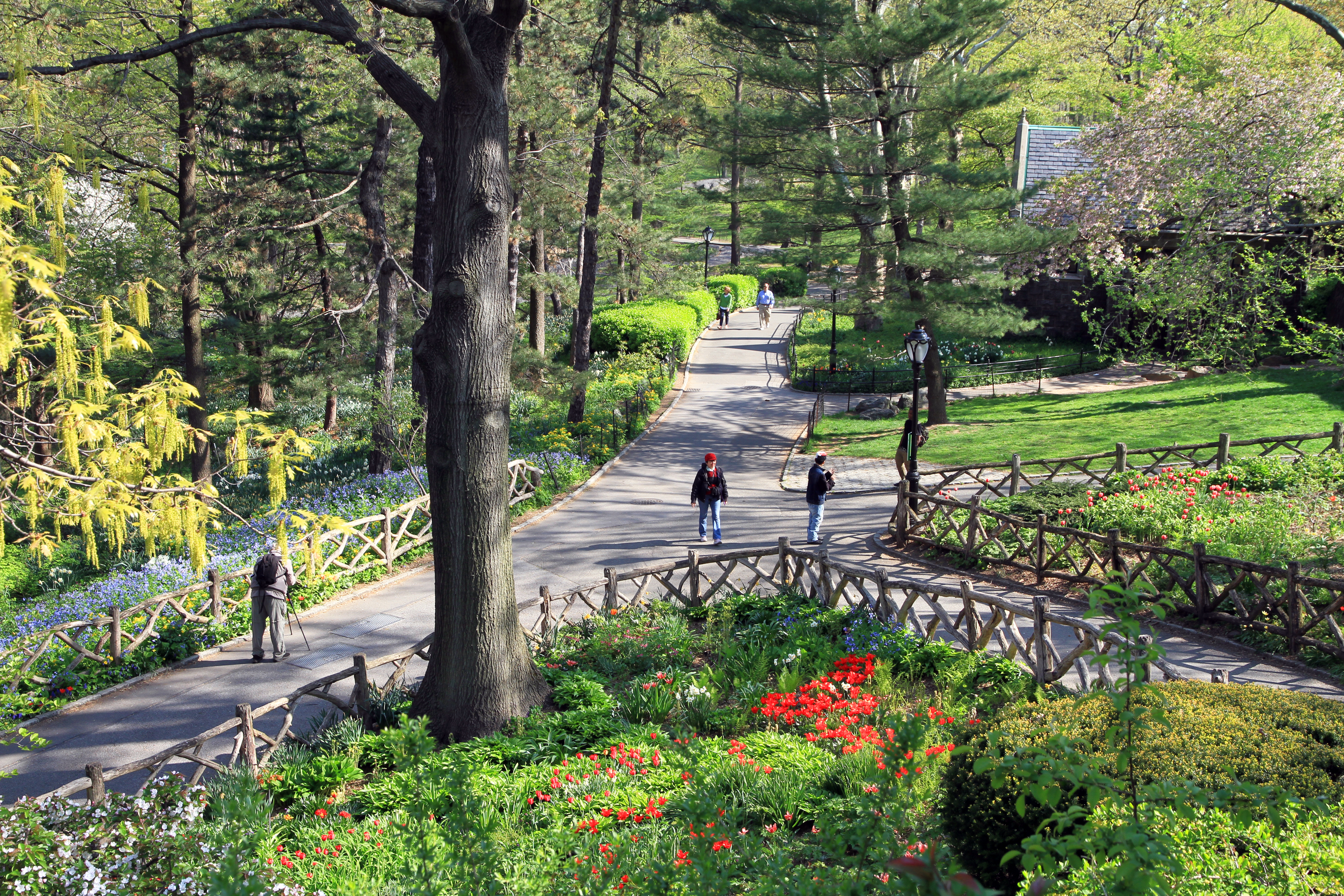
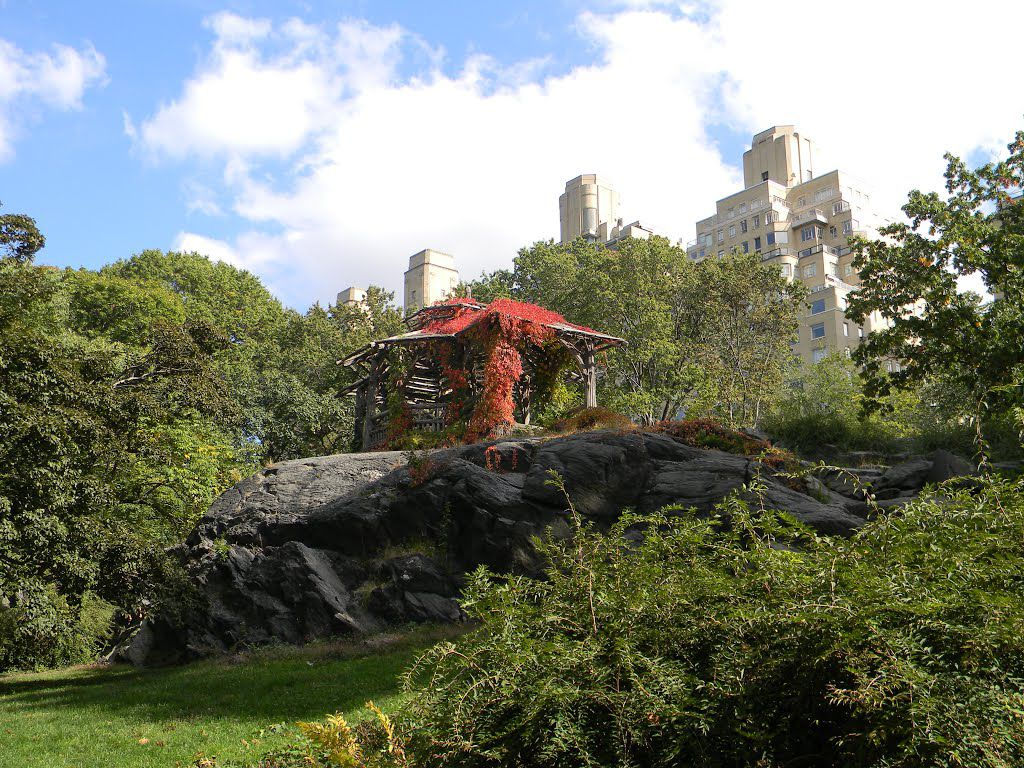
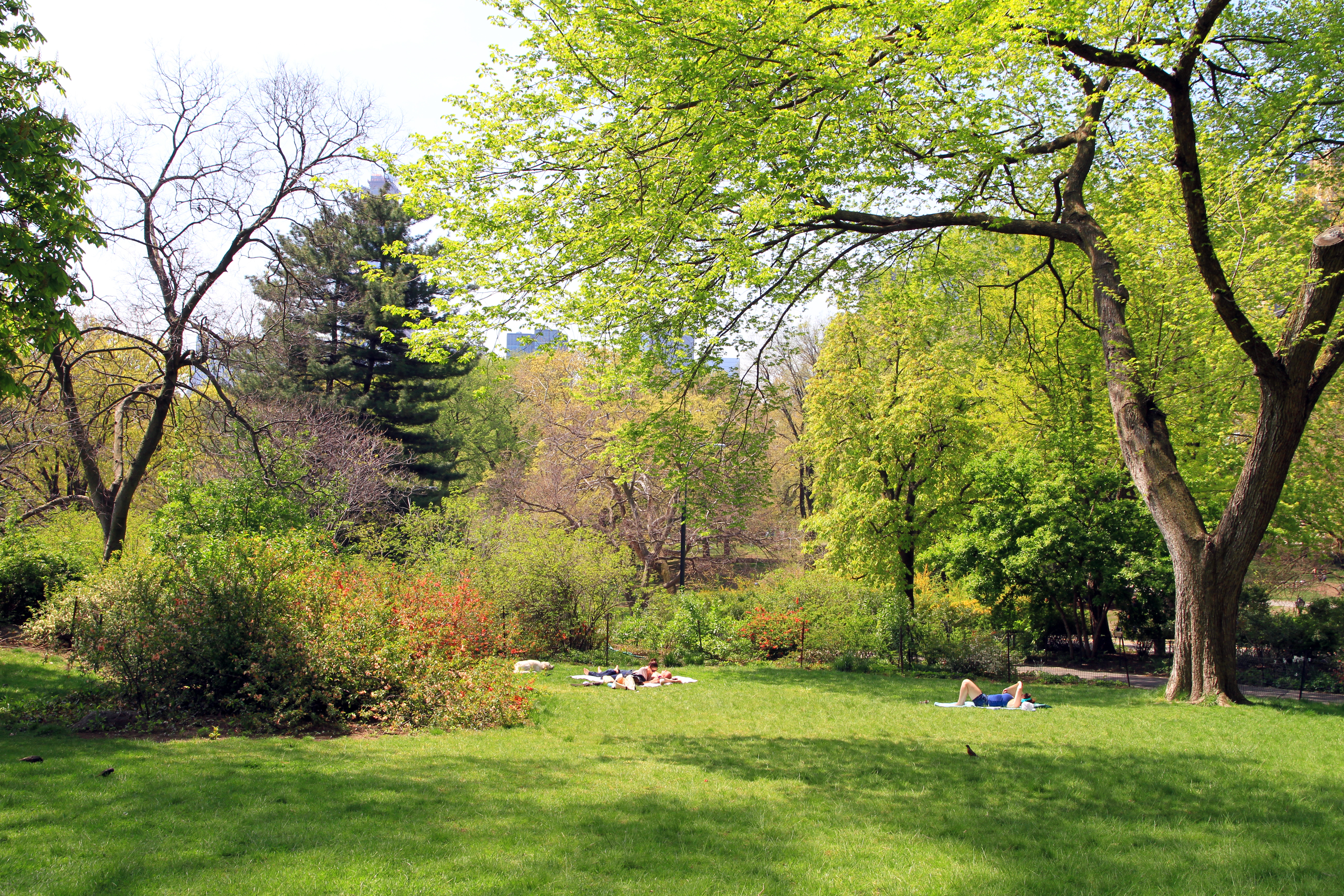
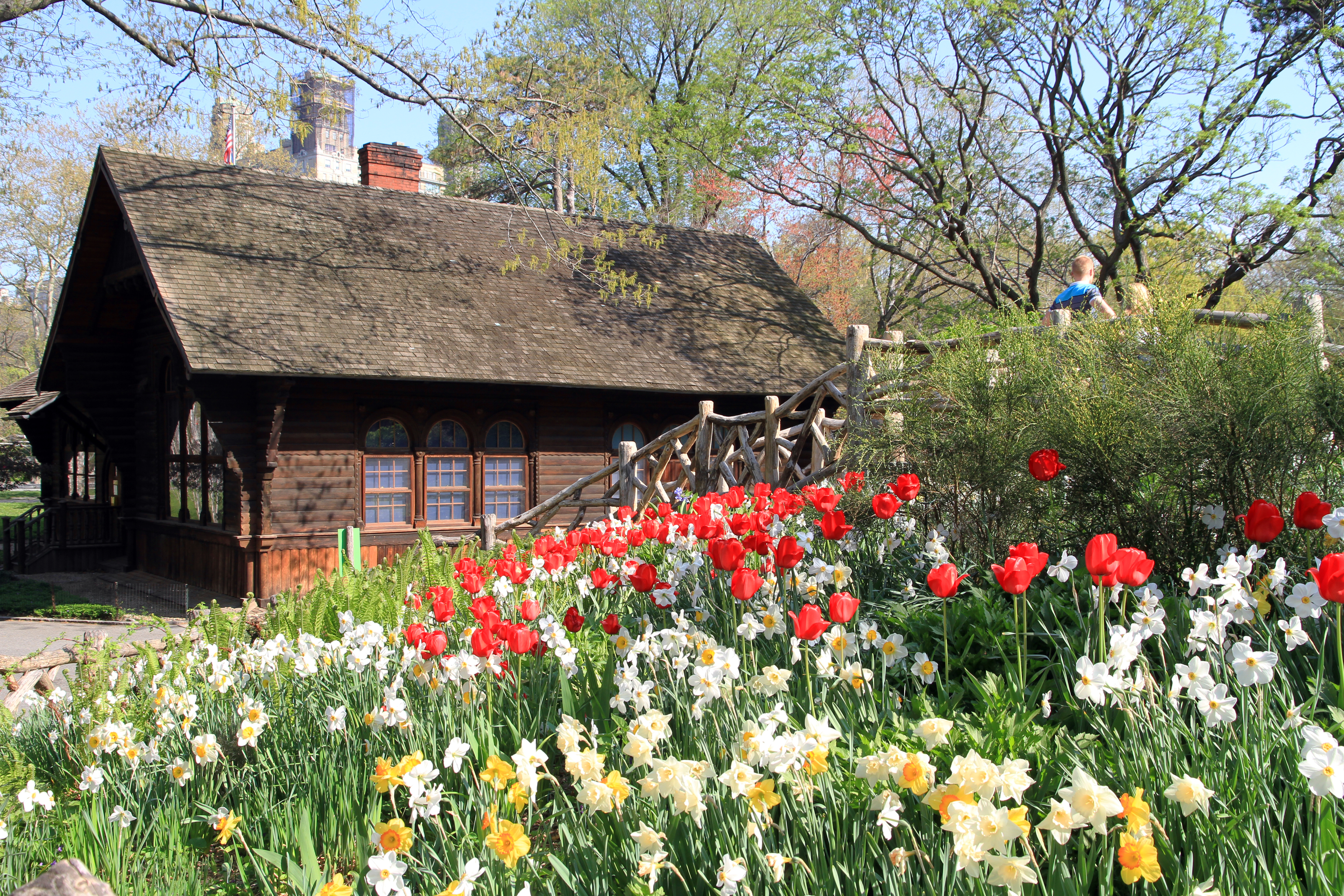